# Шоссе Чамран
Шоссе Шахид Чамра́н (перс. بزرگراه شهید چمران‎) — шоссе в Тегеране, основной путь, соединяющий Шемиран с центром города. Шоссе Чамран является продолжением проспекта Навваба Сафави и начинается от улицы Азади. По пути на север пересекает Шоссе Джалал аль-Ахмад, Ресалат, Хеммат и скоростную магистраль Иран-Парс. Далее поворачивает на восток и выходит к Бульвару Вали-Аср. Протяжённость — 13 км, вместе с Проспектом Сафави — 18 км.
Шоссе Чамран названо в честь Мустафы Чамрана, видного военачальника и государственного деятеля времён ирано-иракской войны.